# Станіслав Гінар
Станіслав Гінар (чеськ. Stanislav Hýnar; 1942, Орлова — 1995, Прага) — чехословацький перекладач та дипломат. Генеральний консул Чехословаччини в Києві (1990—1992)

## Життєпис
Народився у 1942 році. У 1959 році закінчив гімназію в місті Орлова. Навчався в СРСР, де вивчав російську мову та переклад.
Під час своєї каденції на посаді Генконсула у Києві, взяв участь у відкритті 22 вересня 1990 року пам'ятника першим мешканцям села Богемка у Миколаївській області, який було створено за проектом, представника Ради Чехословацького культурно-просвітнього товариства імені Яна Амоса Коменського і товариства «Чеська розмова» у Львові інженера Олександра Дрбала на честь 85-річчя заснування села чеськими пересиленцями.

## Переклади
- Moskva — Leningrad. Žánr: Literatura naučná, Cestopisy a místopisy, Turistický průvodce. Vydáno: 1987, Olympia. Počet stran: 242. Jazyk vydání: český. Edice: Průvodce Olympia. Autor obálky: Jitka Grulichová. Vazba knihy: měkká / brožovaná ISBN 27-050-87. Náklad: 15 000 ks[7]